# Jeanne Baxstresser
Jeanne Baxtresser is een Amerikaans fluitiste. Ze was gedurende vijftien jaar solofluitiste van de New York Philharmonic. Ze werd daarna de Vira I. Heinz-docente fluit aan de Carnegie Mellon University.

## Biografie
Baxtresser studeerde bij Julius Baker aan de  Juilliard School in New York. Ze verkreeg de positie van eerste fluitist bij het Montréal Symfonieorkest toen de toenmalige dirigent Franz Paul Decker, die onder de indruk was van haar talent en vlekkeloze spel, haar inhuurde. Tijdens haar dienstverband bij het MSO trouwde ze met de eerste fagottist David Caroll. Na een aantal jaar bij het MSO werd ze eerste fluitiste bij het Toronto Symphony Orchestra. Gedurende haar tijd bij dit orkest werkte ze met dirigent Andrew Davis veelvuldig samen op verschillende opnames. 
Een aantal jaar later, nadat Julius Baker met pensioen was gegaan, werd Baxtresser gevraagd zijn plaats als solofluitist over te nemen bij de New York Philharmonic. Aanvankelijk zag ze ervan af, omdat ze haar situatie in Toronto veel te aantrekkelijk vond. Uiteindelijk ging ze wel op het aanbod in en accepteerde ze de prestigieuze aanstelling bij de New York Philharmonic.
Na de jaren bij het NYP nam Baxtresser ontslag om zich toe te kunnen wijden aan solospel en het lesgaven. Ze heeft lesgegeven aan de Manhattan School of Music, Juilliard School of Music, New England Conservatory of Music en de Carnegie Mellon University, waar ze nog steeds werkt.

## Discografie
- Romantic Flute Music (1977)
- The Magic Flute (1988)
- The Baroque Flute (1989)
- The Baroque Album (1992)
- Orchestral Excerpts for Flute (1995)
- A Flute Masterclass (1997)
- Great Flute Duos (2002)
- Jeanne Baxtresser, Debut Solo Recording, Montreal 1977 (2002)
- Jeanne Baxtresser: A Collection of My Favorites (2006)
- Chamber Music for Flute (2006)